# Liste der Biografien/Valo
Liste der Biografien |
Portal Biografien |
Personensuche
# |
A |
B |
C |
D |
E |
F |
G |
H |
I |
J |
K |
L |
M |
N |
O |
P |
Q |
R |
S |
T |
U |
V |
W |
X |
Y |
Z |
?
 
Va |
Vd |
Ve |
Vh |
Vi |
Vj |
Vl |
Vn |
Vo |
Vr |
Vs |
Vt |
Vu |
Vy
 
Vaa |
Vab |
Vac |
Vad |
Vae |
Vaf |
Vag |
Vah |
Vai |
Vaj |
Vak |
Val |
Vam |
Van |
Vap |
Vaq |
Var |
Vas |
Vat |
Vau |
Vav |
Vaw |
Vax |
Vay |
Vaz
 
Vala |
Valb |
Valc |
Vald |
Vale |
Valf |
Valg |
Valh |
Vali |
Valj |
Valk |
Vall |
Valm |
Valn |
Valo |
Valp |
Valq |
Vals |
Valt |
Valu |
Valv |
Valy |
Valz
Die Liste der Biografien führt alle Personen auf, die in der deutschsprachigen Wikipedia einen Artikel haben. Dieses ist eine Teilliste mit 27 Einträgen von Personen, deren Namen mit den Buchstaben „Valo“ beginnt.

## Valo
- Valo, Daniel (* 1979), slowakischer Handballspieler und -trainer
- Valo, Ville (* 1976), finnischer RockmusikerVille Valo (* 1976)

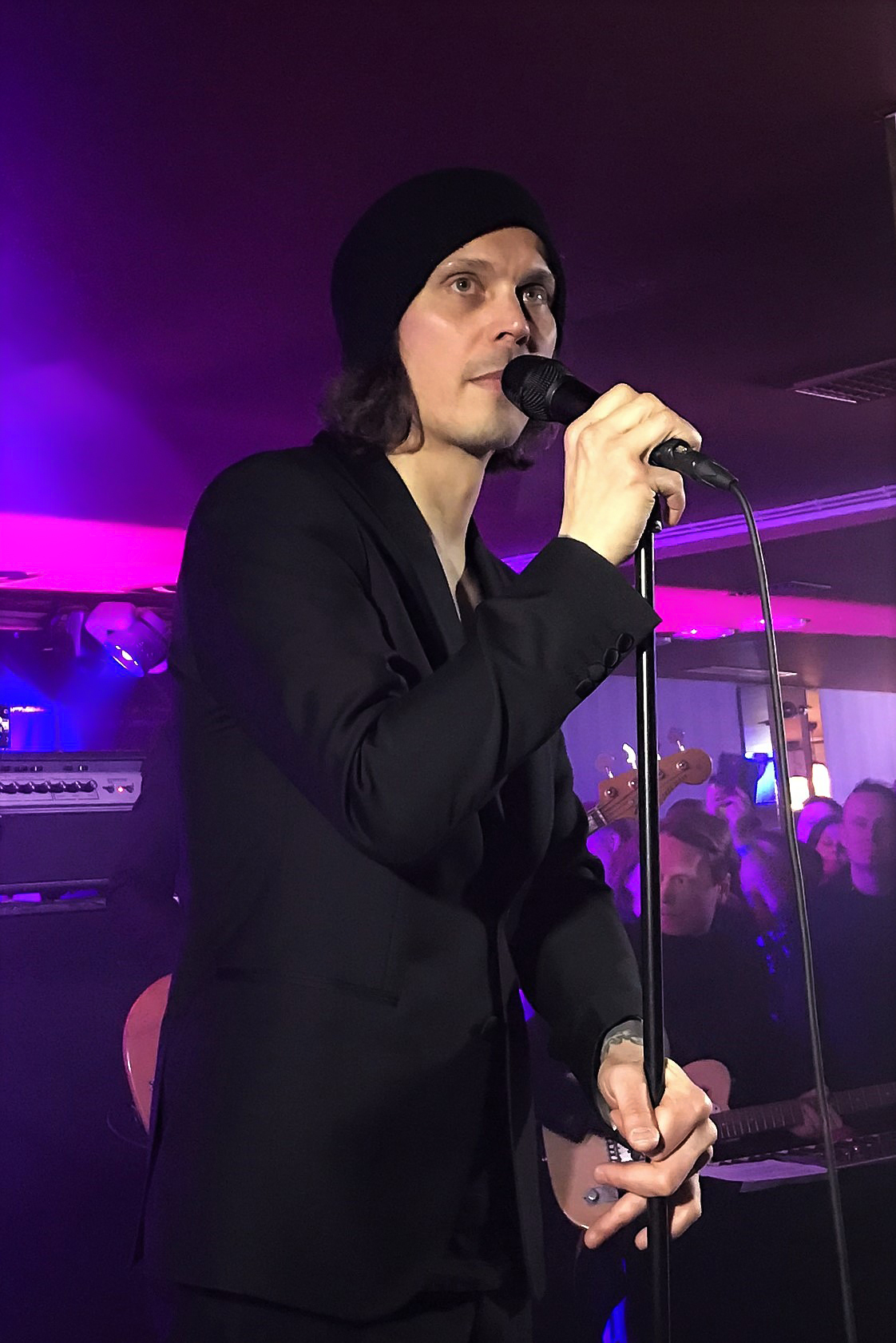
Ville Valo (* 1976)

### Valog
- Valognes, Aurélie (* 1983), französische Romanautorin
- Valognes, Philip de († 1215), anglonormannischer Adliger und Höfling
- Valognes, William de, schottischer Adliger und Höfling

### Valoi
- Valois, Arnaud (* 1984), französischer Filmschauspieler
- Valois, Charles de, duc d’Angoulême (1573–1650), Herzog von Angoulême
- Valois, Charles-Omer (1924–2013), kanadischer Geistlicher und Theologe, Bischof von Saint-Jérôme
- Valois, Georges (1878–1945), französischer Journalist und Politiker
- Valois, Henri (1603–1676), französischer Philologe und Historiker
- Valois, Louis-Emmanuel de (1596–1653), Herzog von Angoulême und Pair von Frankreich
- Valois, Ninette de (1898–2001), irische Tänzerin des klassischen Balletts und Gründerin des Royal Ballet
- Valois, Valérie (* 1969), kanadische Schauspielerin
- Valois, Victor (1841–1924), deutscher Vizeadmiral
- Valois-Fortier, Antoine (* 1990), kanadischer Judoka

### Valon
- Valon, Jacques-Louis de (1659–1719), französischer Militär und Lyriker
- Valonen, Lauri (1909–1982), finnischer Skispringer und Nordischer Kombinierer

### Valot
- Valot, Florian (* 1993), französischer Fußballspieler
- Valota, Camillo (1912–1998), italienischer Pfarrer und Widerstandskämpfer gegen den Nationalsozialismus
- Valota, Mario (1918–2000), Schweizer Degenfechter
- Valoti, Paolo (* 1971), italienischer Radrennfahrer
- Valotti, Willi (* 1949), Schweizer Komponist, Kapellmeister, Akkordeon- und Schwyzerörgelispieler
- Valotto, Giuseppe (* 1946), italienischer Militär, General des italienischen Heeres

### Valou
- Valousek, Wolfgang (* 1947), österreichischer Architekt und Industriedesigner

### Valov
- Valovics, Nóra (* 1986), ungarische Handballspielerin

### Valoy
- Valoy, Cuco (* 1937), dominikanischer Sänger
- Valoyes, Ubaldina (* 1982), kolumbianische Gewichtheberin